# Christian Strohdiek
Christian Strohdiek (Paderborn, Alemania Federal, 22 de enero de 1988) es un exfutbolista alemán. Jugaba de defensa.

## Estadísticas
Actualizado al último partido disputado el 6 de marzo de 2020.
| S. C. Paderborn 07 · Alemania                                                                  | 2.ª           | 2008-09       | 1   | 0 | -  | - | 1 | - | 2   | 0 |
| S. C. Paderborn 07 · Alemania                                                                  | 2.ª           | 2009-10       | 11  | 0 | -  | - | - | - | 11  | 0 |
| S. C. Paderborn 07 · Alemania                                                                  | 2.ª           | 2010-11       | 22  | 0 | 1  | 0 | - | - | 23  | 0 |
| S. C. Paderborn 07 · Alemania                                                                  | 2.ª           | 2011-12       | 29  | 1 | 2  | 0 | - | - | 31  | 1 |
| S. C. Paderborn 07 · Alemania                                                                  | 2.ª           | 2012-13       | 30  | 1 | 1  | 0 | - | - | 31  | 1 |
| S. C. Paderborn 07 · Alemania                                                                  | 2.ª           | 2013-14       | 27  | 1 | 1  | 0 | - | - | 28  | 1 |
| S. C. Paderborn 07 · Alemania                                                                  | 1.ª           | 2014-15       | 22  | 0 | 1  | 0 | - | - | 23  | 0 |
| Fortuna Düsseldorf · Alemania                                                                  | 2.ª           | 2015-16       | 17  | 0 | 1  | 0 | - | - | 18  | 0 |
| Fortuna Düsseldorf · Alemania                                                                  | Total club    | Total club    | 17  | 0 | 1  | 0 | 0 | 0 | 18  | 0 |
| S. C. Paderborn 07 · Alemania                                                                  | 3.ª           | 2016-17       | 33  | 1 | 1  | 0 | - | - | 34  | 1 |
| S. C. Paderborn 07 · Alemania                                                                  | 3.ª           | 2017-18       | 35  | 3 | 4  | 0 | - | - | 39  | 3 |
| S. C. Paderborn 07 · Alemania                                                                  | 2.ª           | 2018-19       | 22  | 0 | 2  | 0 | - | - | 24  | 0 |
| S. C. Paderborn 07 · Alemania                                                                  | 1.ª           | 2019-20       | 12  | 0 | 1  | 0 | - | - | 13  | 0 |
| S. C. Paderborn 07 · Alemania                                                                  | Total club    | Total club    | 244 | 7 | 14 | 0 | 1 | 0 | 259 | 7 |
| Total carrera                                                                                  | Total carrera | Total carrera | 261 | 7 | 15 | 0 | 1 | 0 | 277 | 7 |
| (1) Incluye datos de la Copa de Alemania (2) Incluye datos de los playoffs de ascenso/descenso |               |               |     |   |    |   |   |   |     |   |